# 永島晃
永島 晃（ながしま あきら、1947年2月4日 - ） は、日本の工学者。慶應義塾大学ハプティクス研究センター副センター長や、計測自動制御学会会長を務めた。

## 人物・経歴
1969年東京工業大学工学部制御工学科卒業。1971年東京工業大学大学院制御工学専攻修了。2006年計測自動制御学会会長。横河電機取締役CTOを経て、2008年東北大学大学院工学研究科博士課程修了、博士（工学）。2009年に退社後、東京農工大学客員教授や、国際大学GLOCOM上席客員研究員、慶應義塾大学先導研究センター特任教授、慶應義塾大学ハプティクス研究センター副センター長を務めた。2018年計測自動制御学会功績賞受賞。